# Wilhelm von Kaulbach
Wilhelm von Kaulbach (Bad Arolsen, 1805. október 15. – München, 1874. április 7.) német festő.

## Életútja
Tizenhét éves korában a düsseldorfi akadémiára került, amelynek vezetését Cornelius kevéssel azelőtt vette át, majd 1825-ben mesterét Münchenbe követte, ahol részt vett a Corneliustól kezdeményezett monumentális művek kivitelében. A királyi kert árkádjaiban, az Odeon mennyezetén, Miksa herceg palotájában és az új királyi palota egyes termeiben festett képei mutatják, mennyiben követte Cornelius irányát és mennyiben törekedett saját ízlését érvényesíteni. Eredeti tehetségére vallanak ez időben készített rajzai, mint az Őrültek háza, Schiller Sonnenwirth-jéhez való rajzai stb. Egyszerre hírnévre, népszerűségre vergődött 1834–37-ben festett Hunnok csatájával; ezt követte a Jeruzsálem pusztulását ábrázoló nagy festmény (1838–45); 1845–46-ban készítette el Goethe Reinecke Fuchsjához való híres illusztrációit, melyekben kevés az igazi humor, annál több a paródia, az éles szatíra. A Lajos királytól kapott megbízást, hogy a müncheni új képtár külső falain vonuló frízekben München művészeti életét ábrázolja, úgy teljesítette, hogy kigúnyolta azt, amit magasztalnia kellett volna. Ezáltal ellenségévé tette magát Corneliust is. 1847 és 1863 között festette meg életének legnagyobb művét, a berlini új múzeum lépcsőházának falfestményeit, melyekkel a világtörténet egyes döntő mozzanatait ábrázolta. Átvette a Hunok csatáját és Jeruzsálem pusztulását ábrázoló régibb kompozíciót, ezekhez járultak: Görögország aranykora, A babiloni torony, A keresztes hadjáratok, a reformáció kora. Ezen nagy képek fölött végigvonuló frízeken gyermekalakok játsszák el az egész világtörténetet. Nagyon elterjedtek, bár meglehetősen üresek és formai tekintetben sem érdekesek a Goethe, Schiller, Shakespeare és Wagner műveihez készült rajzai. 1859-ben alkotta a nürnbergi germán múzeumban nagy falfestményét, mely III. Ottó császárt ábrázolja Nagy Károly sírboltjában. A müncheni Maximilianeum számára festett Salamisi csata már hanyatlását jelzi, szintúgy az a festmény, mely Nero császárt ábrázolja udvarával. Az Arbuez Pétert ábrázoló nagy festménye túlzott, szinte torzképszerű jellemzésével majdnem visszataszító. Kaulbach 1847-től fogva haláláig a müncheni akadémia igazgatója volt. Az utókor nem becsülte annyira túl érdemeit, mint kortársai; ennek az is jele, hogy az 1875-ben Münchenben megnyitott Kaulbach-múzeum a közönség részvétlensége folytán csak 1885-ig állhatott fönn.